# Dalea bicolor
Dalea bicolor är en ärtväxtart som beskrevs av Carl Ludwig von Willdenow. Dalea bicolor ingår i släktet Dalea, och familjen ärtväxter. IUCN kategoriserar arten globalt som livskraftig.

## Underarter
Arten delas in i följande underarter:
- D. b. argyrea
- D. b. bicolor
- D. b. canescens
- D. b. naviculifolia
- D. b. orcuttiana